# Óscar Moreno
Óscar Moreno (Porto, 16 de Novembro de 1878 — Porto, 26 de Maio de 1971), foi um médico urologista português.
Nasceu no Porto, na freguesia da Vitória, filho de José Lourenço Russo, negociante e de Lucinda Sousa Martins Ribeiro, irmã do Dr. Rodrigo de Sousa Moreno, médico, lente da escola médica do Porto e administrador do concelho de Gondomar.
Fez os seus estudos médicos na Escola Médico-Cirúrgica do Porto por influência de seu tio Dr. Rodrigo de Sousa Moreno, e terminando o curso de medicina em 1908, discípulo de Roberto Frias foi para a Faculdade de Medicina de Paris (Hospital Necker) discípulo de Marie Curie, e especializou-se em urologia concluindo o seu Doutoramento em Medicina no ano de 1911, cuja Tese "Sobre Funções Renais" mereceu a classificação de 20 valores.
Foi monitor do Serviço de Vias Urinárias da Faculdade de Medicina de Paris (Hospital Necker) de 1908 a 1911.
Exerceu também o cargo de professor contratado de Urologia da Faculdade de Medicina do Porto de 1917 a 1948, sendo o primeiro professor a ocupar essa cadeira da Faculdade de Medicina da Universidade do Porto.
Fundou e dirigiu o Serviço de Urologia do Hospital Geral de Santo António (1924), inicialmente denominado Serviço de Urologia e Venereologia.
Dedicou-se especialmente à exploração funcional dos rins, o que contribui para a descoberta da "constante de Ambard" que levou a que viesse a ser designada por "constante de Ambard-Moreno", através da qual se pretende avaliar o estado de funcionamento do rim.
Morreu no Porto, na freguesia da Vitória.

## Trabalhos publicados
Publicou numerosos trabalhos científicos, em Portugal e no estrangeiro:
- "Volume des urines et concentration maximale. Signification diagnostique de la pyurie", em colaboração com Heitz Boyer, Presse Médicale, 29 de Março de 1911;
- "Des injections de pâte bismuthée en chirurgie urinaire", em colaboração com Heitz Boyer, Anal. des mal. des voies urinaires, nº 11, 1910;
- "Comparaison du fonctionnement rénal avant et après la néphrectomie", em colaboração com Chevassu, Revue de Gynécologie, 1911;
- "Mesure de l'activité rénale par l'étude comparée de l'urée dans le sang et de l'urée dans l'urine‎, em colaboração com Léon Ambard, 1911.